# Supermarket

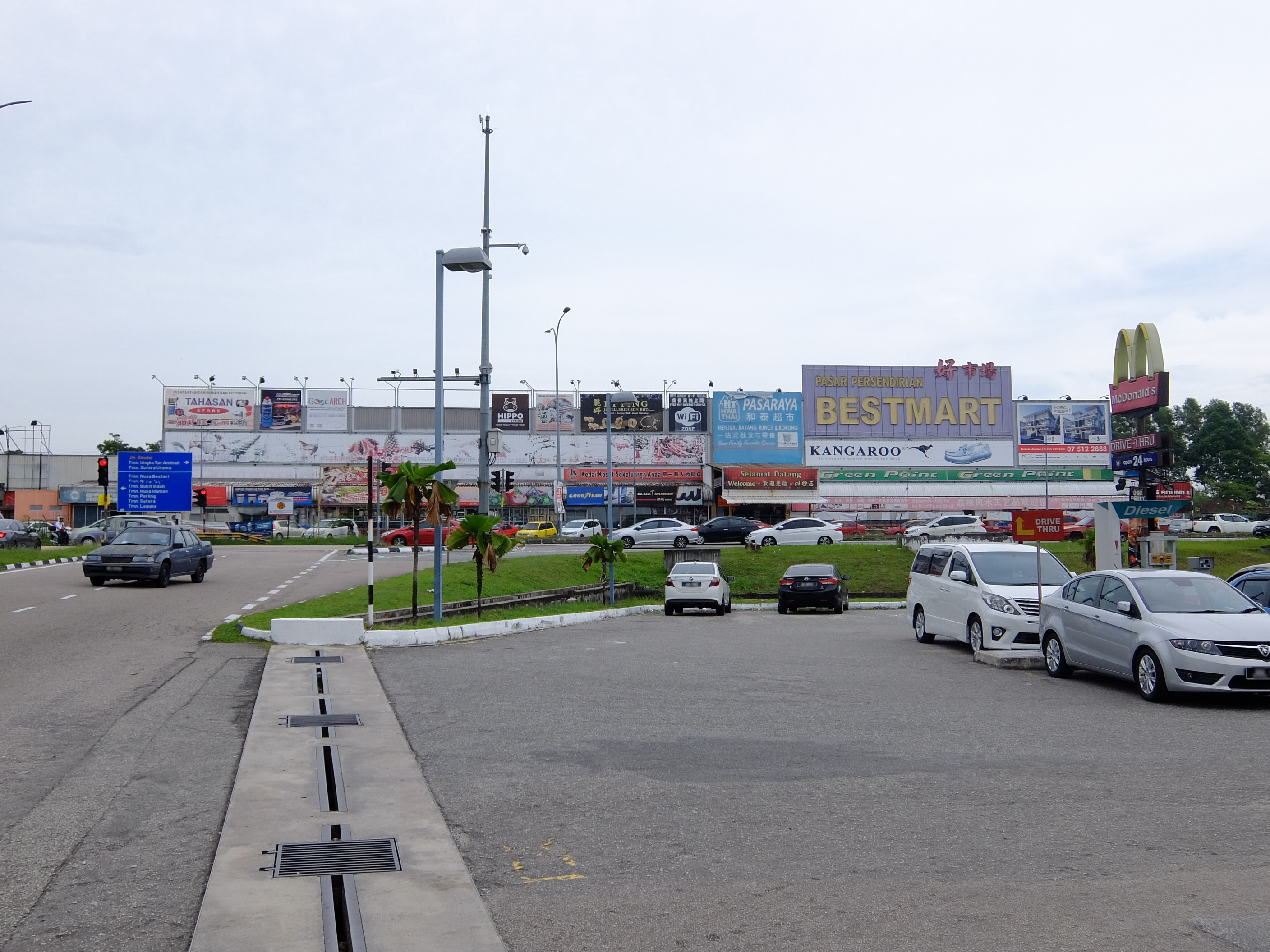
Supermarket

Supermarket je samoobslužná prodejna s nabídkou převážně potravinářského zboží denní potřeby a s doplňkovým nepotravinářským zbožím (drogerie, tisk). Prodejní plocha supermarketů se pohybuje v rozmezí od 400 do 2500 metrů čtverečních.[zdroj?]

## Supermarkety v České republice
Prvním supermarketem v České republice byla MANA nizozemské společnosti Ahold na sídlišti Březinky v Jihlavě, otevřena byla 6. června 1991. Prodejna vznikla ve stávající budově interiérovými změnami z samoobsluhy Vysočina. Jejím manažerem, a tedy prvním manažerem supermarketu v ČR vůbec byl Martin Hildemann. O týden později byl otevřen druhý supermarket v Praze. V roce 1991 vstoupily na český trh i prodejny řetězců Delvita a Billa, v roce 1992 diskontní prodejny Plus.
Již dříve však byly některé obchodní domy a velké samoobsluhy nazývány velkoprodejnami. Vstup zahraničních společností provozujících supermarkety znamenal postupné prolomení dominantního postavení spotřebního družstva Jednota, ale také velmi ztížené podmínky pro drobné podnikání v oblasti prodeje potravin a spotřebního zboží.
V průběhu 90. let 20. století následovala expanze obchodních řetězců a pokračovala až do roku 2000, kdy pozice supermarketů na trhu začala slábnout a při stabilním podílu hypermarketů začaly více posilovat diskontní řetězce. V roce 2003 jako poslední z velkých diskontních řetězců vstoupil na český trh Lidl.
Podle ČTK na konci roku 2004 bylo v ČR 555 supermarketů, 426 diskontních prodejen a 160 hypermarketů.[zdroj?] Studie společnosti ACNielsen citovaná v MF Dnes v srpnu 2006 uvádí, že na milion Čechů připadá devatenáct velkopodlažních prodejen, což je nejvyšší poměr ze zemí ve střední Evropě. Prodejnami deseti nejsilnějších řetězců prochází téměř 40 procent útrat za potraviny, oblečení a elektroniku.
Některé obchodní řetězce začaly ve 21. století český trh se supermarkety opouštět, prvním byl v roce 2005 rakouský Julius Meinl, jehož prodejny převzal Ahold, poté francouzský Carrefour a německá Edeka, od nichž prodejny získalo britské Tesco. V roce 2007 odešla Delvita a následujícího roku Plus Discount, jejíž prodejny převzala německá společnost Rewe.
Na začátku roku 2017 bylo v ČR 1334 supermarketů.[zdroj?]
V Česku také působí internetové supermarkety jako například Kosik.cz, Rohlik.cz a iTesco.cz.

## Kritika
- Supermarkety vytvářejí tlak na dodavatele, mají totiž velkou vyjednávací sílu.[4][5] Dochází zde také k plýtvání potravinami.[6] Supermarkety spolu s výrobci mohou dodávat dvojí kvalitu produktů.[7]
- V ČR roce 2021 ovládalo trh 6 řetězců.[8]
- Mezinárodní dlouhodobá studie publikovaná v roce 2025 konstatovala, že i když se některé řetězce snaží o upřednostňovat zdravou stravu, nejedná se o většinový přístup. Lze tak pozorovat souvislost mezi nárůstem obezity a rostoucím množstvím supermarketů, které často prodávají méně kvalitní průmyslově zpracované potraviny s nadbytkem cukru, tuku a soli.[9]